# بوسياته
بوسياته (Busiate) أو بوسياتي (busiati) هي نوع من معكرونة الماكروني الطويلة التقليدية من كالابريا وصقلية. تأخذ اسمها من كلمة بوسا (busa) وهو نوع من نبات القصب.
يمكن لاسم بوسياته (busiate) أن يستخدم لوصف شكلين مختلفين، فعلى الرغم من أن تقنية اللف متشابهة إلا أن بوسياته ترابانسي (busiate trapanesi) يتمتحضيرها تقليديا بلف قطعة الباستا (خيط العجين) بشكل قطري حول غصن أحد الاعشاب المحلية (أرغوت الدبس)،  أما ماكاروني إنفيراتي (maccheroni inferrati) فيتم لفها عمودياً على عصا نحيف طويل (مثل ابرة الحياكة) بحيث تأخذ شكلا قريب لمعكرونة بوكاتيني.
معكرونة بوسياته (Busiate) يتم تقديمها  تقليديا مع صلصة بيستو آلا ترابانيس (pesto alla trapanese) وهي صلصة مصنوعة من اللوز والطماطم والثوم والريحان.

## الملاحظات والمراجع
1. ↑  "Busiate". www.pastificiocampo.it (بالإنجليزية). Archived from the original on 2017-12-01. Retrieved 2017-11-30.
2. ↑  Hildebrand، Caz (2011). Géométrie de la pasta. Kenedy, Jacob., Salsa, Patrice. Marabout. ص. 160. ISBN:9782501072441. OCLC:762599005. مؤرشف من الأصل في 2019-12-14.